# Morris Hirshfield
Morris Hirshfield, född den 10 april 1872 i Polen, död den 26 juli 1946 i New York, var en naivistisk amerikansk målare.

## Biografi
Hirshfield var av rysk-polskt, judiskt ursprung och hade som ung framställt träsnidade ceremoniella föremål för den lokala synagogan, men upphörde med sin skapande verksamhet tills han pensionerat sig från sitt företag för tillverkning kläder och skor. Han emigrerade till USA vid 18 års ålder och bosatte sig i New York, men började måla först 1936 och blev snart uppmärksammad för sina märkliga bilder av ensamma djur eller nakna kvinnor.
Hirshfield ställde då ut två av sina verk vid en visning av folkkonst på Museum of Modern Art i New York. År 1943 fick han en separatutställning som orsakade en del kontroverser på samma museum. Av kritiker blev han benämnd ”mästaren med två vänsterfötter”. Han red emellertid ut stormen och utvecklades till en av 1900-talets mest framstående representanter för folkkonst.
I sina verk byggde han den övergripande utformningen på samma sätt som han använt för mönsterkonstruktion i sin tidigare verksamhet med textilier. Flera av hans målningar finns idag bland annat i de permanenta samlingarna på Museum of Modern Art, Musée National d'Art Moderne i Paris och Metropolitan Museum.